# فرانك باندو
فرانك باندو (بالإسبانية: Frank Pando)‏ هو ممثل تشيلي، ولد في 18 نوفمبر 1971 بفالبارايسو في تشيلي.

## أعمال

### أفلام
- (2007) الزائر[1][2][3]

## وصلات خارجية
- فرانك باندو على موقع IMDb (الإنجليزية)
- فرانك باندو على موقع قاعدة بيانات الفيلم (الإنجليزية)